# 小田久史
小田 久史（おだ ひさふみ、1981年3月2日 - ）は、日本の男性声優。広島県出身。アーツビジョン所属。

## 略歴
声優業界に入ったきっかけは元々アニメ好きであり、『ドラえもん映画作品』、『SLAM DUNK』、『幽☆遊☆白書』、『美少女戦士セーラームーン』などを見ていた。中学生から高校生の初め位まではライトノベル小説家といった「書く方をやりたいなぁ」と思っていたという。
偶々妹が買ってきた雑誌『ちゃお』を見ていた時に、職業としての声優があるとわかり興味を持った。ゲーマーでもあったが、同時位にプレイステーションなどでゲームでボイスが追加され、『スーパーロボット大戦』の戦闘シーンの台詞を聞いて、「ヤバい、こういうのやりたいな」と感じたのが「声優になりたい」と思ったきっかけである。
高校生時代は全然喋らず、女子とも男子とも話していなかった。本人曰く、「話そうとしても、話したくても、話せなかった」という。「声優になりたい」と親に言っていた時、母から最初「日常で喋れない人間が、なれるわけないでしょ？」と言われ、「そらそうだわ」と納得していた。『SLAM DUNK』の流川楓にも一時期憧れており、喋れなくなっていたという。
日本工学院専門学校卒業。2006年12月31日まではケッケコーポレーション所属、フリーを経て、2007年4月1日付けでアーツビジョンに移籍。

## 人物
方言は広島弁。
趣味・特技としてサッカーやフットサル、ダンスをそれぞれ挙げている。

## 出演
太字はメインキャラクター。

### テレビアニメ
2003年
- WOLF'S RAIN（少年）
- 出撃!マシンロボレスキュー（ジェイ）
- プリンセスチュチュ（クラウン）
- MOUSE（記者B）

2004年
- 陰陽大戦記（2004年 - 2005年、飛鳥ユーマ）
- かいけつゾロリ（生徒）
- 機動戦士ガンダムSEED DESTINY（ヴィーノ・デュプレ、ゴウ 他）
- 舞-HiME（財前達彦）

2005年
- CLUSTER EDGE（生徒）
- BLEACH（2005年 - 2007年、六回生弐、流魂街の人2、行木理吉、部員、メニス）
- 舞-乙HiME（タツヒコ・ゴロビッチ・ザイツェフIV世）
- まじめにふまじめ かいけつゾロリ（2005年 - 2007年、町の人、いたずら小僧D、子供C、村人、配達人 他）
- 焼きたて!!ジャぱん（犬）

2006年
- ギャラクシーエンジェる〜ん（カズヤ・シラナミ）
- くじびき♥アンバランス（反乱分子B）
- デジモンセイバーズ（白鳥耕一郎）
- となグラ!（ファンクラブ会員B）
- NANA（ライブハウス店員）

2008年
- AYAKASHI（乃木慎平）
- かんなぎ（男子生徒）
- 銀魂（十郎太）
- ソウルイーター（男、生徒）
- 乃木坂春香の秘密（2008年 - 2009年、男子生徒A、セレブC、取り巻きB） - 2シリーズ
- ひだまりスケッチ×365（男子生徒）
- 薬師寺涼子の怪奇事件簿（自衛隊員B）

2009年
- けいおん!（店員）
- 極上!!めちゃモテ委員長（2009年 - 2010年、男子、不良）
- 宙のまにまに（瀬川勇二、映研部員、市辺）
- 東のエデン（AKX20000）

2010年
- おおきく振りかぶって 〜夏の大会編〜（市原豊）
- キック ザ・びっくりボーイ
- ちゅーぶら!!（男子生徒、指揮者）
- 伝説の勇者の伝説（ラッハ・ベラリオール）

2011年
- 機動戦士ガンダムAGE（エドワード・オタワ、兵士）
- ジュエルペット てぃんくる☆（ウォルフ）
- スイートプリキュア♪（王子正宗）
- ダンボール戦機（2011年 - 2013年、海道ジン、朝比奈コウタ） - 3シリーズ

2012年
- あらしのよるに 〜ひみつのともだち〜（モロ、野ネズミ2）

2013年
- デュエル・マスターズ ビクトリーV3（2013年 - 2014年、甘杉、僧帽頭巾）

2014年
- 金田一少年の事件簿R（茂呂井連）

2015年
- ヤング ブラック・ジャック（マーロン）

2016年
- ハイキュー!! セカンドシーズン（松島剛）
- 名探偵コナン（2016年 - 2025年、鑑識、井原敏司、横山進歩、岸谷直人）

2017年
- パズドラクロス（メア）
- ベイブレードバースト ゴッド（トラッド・バスケス、ジョージ・スター、ボビー・ディラン）

2018年
- BAKUMATSU（伊藤俊輔）

2019年
- BEM（ケビン）
- 妖怪ウォッチ!（邪神カチカチ）

2020年
- はてな☆イリュージョン（坂上藤吉郎）
- アサティール 未来の昔ばなし（ハビブ）
- ドラえもん（テレビ朝日版第2期）（イケメンアイドル）

### 劇場アニメ
- フイチンさん（2004年、リュウホウ）
- 劇場版イナズマイレブンGO vs ダンボール戦機W（2012年、海道ジン）

### OVA
- 魔法先生ネギま! 〜もうひとつの世界〜（2009年、クリスティン・ダンチェッカー）
- 好きです鈴木くん!!（2010年、鈴木輝）
- ぼく、オタリーマン。（2010年、後輩男A）
- 君のいる町（2012年、生徒）

### Webアニメ
- 幕末機関説 いろはにほへと（2006年、東郷仲五郎〈平八郎〉、少年兵1）
- 聖闘士星矢: Knights of the Zodiac（2019年、蜥蜴星座のミスティ）

### ゲーム
2004年
- エトワールの方程式（水瀬優紀）

2005年
- SIMPLE2000シリーズ Vol.70 THE 鑑識官（落葉巡査）
- パチパラシリーズ パチパラ12〜大海と夏の思い出〜（片山昭吾）

2006年
- 機動戦士ガンダム クライマックスU.C.（二代目主人公男B、ネオ・ジオン士官A、F91連邦兵A）
- キャプテン翼（天宮龍二）※PlayStation 2版
- GALAXY ANGEL II 絶対領域の扉（カズヤ・シラナミ）
- 絶体絶命都市2 -凍てついた記憶たち-（青山透）

2007年
- GALAXY ANGEL II 無限回廊の鍵（カズヤ・シラナミ）

2008年
- トゥルーフォーチュン（矢口遊）
- ライフウィズアイドル（御子柴凛）

2009年
- GALAXY ANGEL II 永劫回帰の刻（カズヤ・シラナミ）
- 剣と魔法と学園モノ。2（ヒューマン・男）
- ダテにガメついわけじゃねェ! 〜ダンジョンメーカー ガールズタイプ〜（レイド）
- なりそこない英雄譚〜太陽と月の物語〜（ブレッド）
- FINAL FANTASY CRYSTAL CHRONICLES Echoes of Time（リアン）
- ファイナルファンタジーXIII
- ライフウィズアイドル2 -機械のカナリア-（御子柴凛）

2010年
- 花札参（小姓、おすたぬき）
- 原宿探偵学園 スチールウッド（古賀武）

2011年
- 学園特救ホトケンサー（新城世名）
- Starry☆Sky 〜After summer〜（空閑雅人）

2013年
- ジョジョの奇妙な冒険 オールスターバトル（パンナコッタ・フーゴ）※DLC追加キャラクター
- ダンボール戦機ウォーズ（海道ジン、朝比奈コウタ）

2015年
- ジョジョの奇妙な冒険 アイズオブヘブン（パンナコッタ・フーゴ）

2017年
- ベイブレードバースト ゴッド（トラッド・バスケス、ロンメル、ジョージ・スター、ディラン）

2018年
- 参千世界遊戯 〜Re Multi Universe Myself〜（フェリクス・ジョフロワ）

2019年
- SDガンダム GGENERATION CROSSRAYS（ヴィーノ・デュプレ）

2020年
- OCTOPATH TRAVELER 大陸の覇者
- テイルズ オブ クレストリア（アシッド）

2024年
- メガトン級ムサシW（剛健一）

### CD
- 陰陽大戦記 スペシャルサウンドトラック2 龍の巻（飛鳥ユーマ）
- 機動戦士ガンダムSEED FREEDOM ドラマCD「月光のワルキューレ」（ヴィーノ・デュプレ[17]）
- GALAXY ANGEL II シリーズ（カズヤ・シラナミ）
  - GALAXY ANGEL II & I デュエットCD (6)「カズヤ・シラナミ&烏丸ちとせ」
  - GALAXY ANGEL II & I デュエットアルバム「ANGEL CALL」
  - GALAXY ANGEL II ルーンエンジェル隊4thコンサート記念CD 「UNITY」
- 幻想水滸伝（兵士A　ゾンビ）
- 幻想水滸伝II（リオウ）
- 執事様のお気に入り（寮生）
- JIHAI〜磁海〜 Third World（後任神父）
- ダンボール戦機 戦士たちの休息（海道ジン）
- トゥルーフォーチュン シリーズ（矢口遊）
  - トゥルーフォーチュン オリジナルボイスドラマ Vol.1「華麗に、厳格に肝試し!」
  - トゥルーフォーチュン オリジナルボイスドラマ Vol.2「いつだって、グローイングアップ!」（「ミラクルダンクシュート」収録）
- 獏-BAKU-（エミル）
- 方言男子 りとる★じゃぱん（びんご）
- ポーの一族 第4巻（アーネスト）

### BLCD
- 愛しき爪の綾なす濡れごと（色子）
- 犬も歩けば恋をする シリーズ（今井勝頼）
  - 犬も走って恋をする
  - 犬は夢見て恋をする
- 草の冠 星の冠（春）
- くちびるに銀の弾丸（北野）
- 純真にもほどがある!（茅野和明〈11歳〉）
- 全寮制櫻林館学院〜ルネサンス〜（ソルトラム3年生A、1年生B）
- ピーターシリーズ 2 ピーターにサヨナラを（ケイ）
- 不確かなシルエット（斎木陸矢）
- 迷える庶民に愛の手を（西岐とおる）
- 召し上がれ愛を（同僚1）
- メランコリック・メローメロー（ヨースケ）

### 吹き替え

#### 映画
- ジョージアの日記/ゆーうつでキラキラな毎日（2009年）

#### テレビドラマ
- アグリー・ベティ（2008年、ジャスティン・スアレス〈マーク・インデリカート〉）※第2シーズン以降
- ウェイバリー通りのウィザードたち（2008年、ジョーイ）
- 太陽の女（2008年、ウンソプ）
- iCarly（2009年）
- カイルXY（2010年）
- レバレッジ 〜詐欺師たちの流儀（2010年）
- サイテー!ハイスクール（2018年、マクウェイド）

#### アニメ
- すすめ!オクトノーツ（2011年、ペソ、トラッカー）
- てのひらヒーロー アトミック・パペット（2016年、ジョーイ）
- Noblesse: Awakening animation ※広告用アニメーション日本語版（2016年、M-21）
- オクトノーツと地上のミッション（2021年、ペソ、トラッカー）

### テレビドラマ
- 相棒 season14 第5話（2015年、人工知能ジェームズの声）

### 特撮
- オーズ・電王・オールライダー レッツゴー仮面ライダー（2011年、モールイマジンの声、シオマネキングの声）

### ラジオ
WEBラジオ
- エリンギ学園放送部
- ライフウィズアイドルプレゼンツ "アイドル・オン・ザ・レイディオ!"
- ラジオ幻想水滸伝 集まれ! 108星!
- ライフウィズアイドルプレゼンツ "アイドル・オン・ザ・レイディオ!"（2008年8月28日 - 10月16日、アニメイトTV：梶裕貴、前野智昭と共にパーソナリティを務める）
- ライフウィズアイドルプレゼンツ! 帰ってきたアイドル・オン・ザ・レイディオ!（2009年5月15日 - 8月21日、音泉）

ラジオドラマ
- VOMIC フライハイ!（針谷莉玖）

### 舞台
- T.Bワンスモア公演「Runninng Musical 645 Taika-no-kaishin」（中大兄皇子）
- T.Bワンスモア公演「Rock Comedy  LIVE WELL!」（尼野）
- Liddell Project「恋愛戯曲」（杉村仁）
- 遊々団ブランシャ☆ヴェール第2回公演「アリスインワンダーランド」（チェシャーキャット）
- Liddell Project 番外公演「スノウ」（佐藤靖典）
- 乙女企画クロジ☆「きんとと」（雪路）
- 大和ワニズムIII〜3〜（2013年3月29日 - 3月31日、新中野ワニズホール）声の出演
- ことだま屋本舗EXステージvol.2『戦国新撰組』（2017年6月25日、斎藤一）
- ことだま屋本舗EXステージvol.4「戦国新撰組-結- / さんばか」『戦国新撰組-結-』（2018年6月24日、斎藤一）
- ことだま屋本舗EXステージvol.9「SEVEN EDGE / ゆーどうぶ。」『SEVEN EDGE』（2019年9月22日・23日、朔也）
- ことだま屋本舗☆リーディング部その12『怪人スカウト2021』（2021年9月4日・5日、通行人A、従業員A、三密怪人ニューノマール、戦闘員4、親友）
- ことだま屋本舗☆リーディング部その13（2022年8月20・21日）
  - 『かくれんぼ』（ユーマ）
  - 『夏の揺らめく煙に想ふ』（係員）
  - 『怪人スカウトGK』（戦闘員1、従業員A、社長、欺き怪人アヤツリマクール）

### その他コンテンツ
- ルーンエンジェル隊 臨時メンバー
- BADBOYS ムービーコミック版 （桐木司）
- ボイノベ「テイルズ オブ ヴェスペリア -断罪者の系譜-」（ジャレス）
- JARO日本広告審査機構（ウソぴょんの声、2017年 - ）